# NLL sezon 2001
Sezon rozpoczął się 21 grudnia 2000 roku, a zakończył 27 kwietnia 2001 roku. W tym sezonie do rozgrywek przystąpił zespół Columbus Landsharks, a zespół Syracuse Smash zmienił nazwę na Ottawa Rebel oraz zespół Baltimore Thunder również zmienił nazwę na Washington Power. W tym sezonie nie rozgrywano All Star Game. Był to piętnasty sezon zawodowej ligi lacrosse (licząc sezony EPBLL i MILL). Mistrzem sezonu została drużyna Philadelphia Wings.

## Wyniki sezonu
W – Wygrane, P – Przegrane, PRC – Liczba wygranych meczów w procentach, GZ – Gole zdobyte, GS – Gole stracone
| Kwalifikacja do playoffs |

| Drużyna               | W  | P  | PRC   | GZ  | GS  |
| --------------------- | -- | -- | ----- | --- | --- |
| Toronto Rock          | 11 | 3  | 0.786 | 168 | 125 |
| Philadelphia Wings    | 10 | 4  | 0.714 | 205 | 177 |
| Rochester Knighthawks | 10 | 4  | 0.714 | 198 | 159 |
| Washington Power      | 9  | 5  | 0.643 | 226 | 204 |
| Buffalo Bandits       | 8  | 6  | 0.571 | 248 | 218 |
| New York Saints       | 6  | 8  | 0.429 | 179 | 181 |
| Albany Attack         | 5  | 9  | 0.357 | 152 | 169 |
| Columbus Landsharks   | 3  | 11 | 0.214 | 134 | 201 |
| Ottawa Rebel          | 1  | 13 | 0.071 | 144 | 220 |

### Playoffs
- Rochester Knighthawks 11 – Philadelphia Wings 12
- Washington Power 9 – Toronto Rock 10

### Finał
- Philadelphia Wings 9 – Toronto Rock 8

## Nagrody
| Nagroda                        | Zwycięzca      | Drużyna             |
| ------------------------------ | -------------- | ------------------- |
| MVP sezonu                     | John Tavares   | Buffalo Bandits     |
| Najlepszy debiutant sezonu     | Tracey Kelusky | Columbus Landsharks |
| Trener sezonu                  | Tony Resch     | Philadelphia Wings  |
| MVP meczu finałowego           | Dallas Eliuk   | Philadelphia Wings  |
| Najlepszy strzelec (51 bramek) | Roy Colsey     | New York Saints     |